# Bogdan Stelea
Bogdan Gheorghe Stelea, nascut a Bucarest el 5 de desembre de 1967, és un exfutbolista romanès, que jugava com a porter. Actualment és ajudant del seleccionador de la selecció nacional de Romania.

## Trajectòria
Va començar a jugar amb el Dinamo Bucarest en 1988 com a porter suplent. Als dos anys es fa amb la titularitat, jugant en 97 ocasions.
En 1992, després de ser campió amb el Dinamo, fitxa pel RCD Mallorca per 650.000 $, on romandria dues temporades abans de passar a l'Standard Lieja belga. Però, només hi disputaria tres partits i retornaria al seu país, al Rapid de Bucarest.
La 94/95 la jugaria amb el Samsunspor turc, i a l'any següent fitxaria per l'Steaua de Bucarest. Amb l'equip capitalí va guanyar dues lligues i va jugar la Champions League. El 1997 fitxa per la UD Salamanca, on va militar set temporades entre Primera i Segona Divisió. Entremig de l'etapa salmantina, va passar una breu temporada al Rapid.
Després de deixar el Salamanca el 2004, juga al Dinamo i l'Akratitos. El 2005 signa per l'Otelul Galati, però no hi disputa cap minut per culpa d'una lesió. El 2006 fitxa per l'Unirea Urziceni per petició del seu entrenador, l'exinternacional Dan Petrescu. El 2008, fitxaria pel FC Brasov, amb més de 40 anys, sent el jugador més veterà de la Liga I romanesa, i fins i tot, amb més edat que alguns entrenadors.
Actualment és ajudant del seleccionador romanès, Răzvan Lucescu.

## Selecció
Stelea va ser jugador internacional en 91 ocasions amb Romania. Ha format part del combinat del seu país en els Mundials de Italia 1990, Estats Units 1994 i França 1998, així com a les Eurocopes d'Anglaterra 1996 i Bèlgica/Països Baixos 2000, coincidint precisament amb una de les millors etapes de la selecció romanesa.